# Colour Me Kubrick
Colour Me Kubrick (br: Totalmente Kubrick / pt: Identidade Kubrick) é um filme franco-britânico de 2005, uma comédia dramática dirigida por Brian W. Cook e estrelado por John Malkovich no papel de Alan Conway. Sua estréia nos Estados Unidos deu-se em 23 de março de 2007.

## Sinopse
É a história verídica de Alan Conway um homem que, durante as filmagens de Eyes Wide Shut, ocorridas em Londres entre 1998 e 1999, fingindo ser o recluso diretor Stanley Kubrick, entrou em festas, restaurantes e badalados clubes noturnos da capital inglesa. O projeto foi desenvolvido por Anthony Frewin, que assina o roteiro, e Brian Cook, na direção.